# Пилад (корвет, 1840)
«Пилад» — 20-пушечный парусный корвет Черноморского флота Российской империи. Участник Крымской войны.

## Описание корвета
Один из двух парусных корветов одноимённого типа, длина судна по сведениям из различных источников составляла от 39,3 до 46,3 метра, ширина от 10,9 до 12,2 метра, а осадка — 5 метров. Вооружение судна составляли 20 24-фунтовых пушко-карронад, одна 8-фунтовая и одна 3-фунтовая медные пушки.

## История службы
Корвет «Пилад» был заложен в Николаеве 4 октября 1838 года и, после спуска на воду 23 июня 1840 года, вошёл в состав Черноморского флота России. Строительство вёл корабельный мастер И. В. Машкин.
Находился в распоряжении русского посланника в Греции в 1841, 1842, 1850 и 1851 годах, при этом выходил в плавания в Архипелаг и Средиземное море. C 1843 по 1849, в 1852 и 1853 годах в составе эскадр по два-три месяца в году выходил в практические плавания в Чёрное море и в составе отрядов принимал участие в операциях у берегов Кавказа. 10 мая 1846 года в составе отряда контр-адмирала П. С. Нахимова принимал участие в отражению атаки горцев на Сухум. 10 июня вновь оказывал помощь в отражении нападения горцев уже на Головинский форт. 19 июня вблизи форта Лазаревский уничтожил три судна контрабандистов, а 18 июля принимал участие в высадке десант из 50 человек для оказания помощи гарнизону окруженного горцами Головинского форта, и встал на позицию для оказания артиллерийской поддержки с моря, но атака горцев на форт не состоялась. 13 января 1848 года был застигнут в сильной борой в Новороссийской бухте, сорван с якорей и выброшен на берег, при этом многие матросы получили обморожения рук и ног. Две недели спустя корвет был снят с мели и отправлен на ремонт в Севастополь.
Принимал участие в Крымской войне. 7 ноября 1853 года в составе отряда вице-адмирала Л. М. Серебрякова вёл бомбардировку захваченного турецкими войсками укрепления Святого Николая, но начавшейся шторм вынудил отряд уйти в море. 8 декабря конвоировал транспортные суда из Севастополя в Сухум, а к 5 марта следующего года вернулся в Севастополь, где был поставлен в Корабельной бухте. 14 декабря 1854 года корвет был затоплен на Севастопольском рейде с целью заграждения входа неприятельских судов на рейд, поскольку часть ранее затопленных судов к этому моменту была разрушена бурей. После войны при расчистке Севастопольской бухты корпус корвета был взорван.

## Командиры корвета
Командирами корвета «Пилад» в составе Российского императорского флота в разное время служили:
- С. Г. Алексеев (1841—1843 годы);
- капитан-лейтенант, а с 26 ноября (8 декабря) 1847 года капитан 2-го ранга Н. Ф. Юрковский (c 1844 года до 6 (18) декабря 1847 года);
- капитан 2-го ранга Шпицберг 2-й (с 6 (18) декабря 1847 года)[источник не указан 567 дней];
- А. П. Спицын (1850—1851 годы);
- Л. А. Бертье-Делагард (с 1852 по июнь 1853 года);
- капитан-лейтенант Л. И. Будищев (с июня по сентябрь 1853 года);
- капитан-лейтенант Явленский, Константин Яковлевич (с октября 1853 года по 1854 год).